# Prix de la Meilleure Réédition ou du Meilleur Inédit
Der Prix de la Meilleure Réédition ou du meilleur inédit (2000–2006 Prix Maurice Cullaz) ist ein Jazzpreis, der seit 1993 von der Académie du Jazz an die beste Wiederveröffentlichung oder herausragendste Neuerscheinung bisher unveröffentlichter Aufnahmen (aus dem Bereich des Jazz) des jeweiligen Jahres vergeben wird. Zuvor hatte die Akademie Produktionen dieser Kategorie mit dem Prix Fats Waller ausgezeichnet, mit dem 1993 und 1994 (bis zu seiner Einstellung) Produktionen des klassischen bzw. traditionellen Jazz ausgezeichnet wurden. Zeitweiliger Namensgeber des Preises (in den frühen 2000er-Jahren) war der 2000 verstorbene Jazzkritiker Maurice Cullaz.

## Preisträger desPrix de la Meilleure Réédition ou du Meilleur Inédit(1993–1999)
- 1993: Pleyel 48 + Max Roach Quartet von Dizzy Gillespie bzw. von Max Roach (Vogue/BMG)
- 1994: Complete Edition von Charlie Christian (Masters of Jazz/Média 7)
- 1995: Anthology of Scat Singing, Vol. 1 à 3 (Masters of Jazz/Média 7)[2]
- 1996: The Complete Pacific Recordings of the Gerry Mulligan Quartet with Chet Baker (Pacific Jazz/E.M.I. France)
- 1997: The Complete 1961 Village Vanguard Recordings von John Coltrane (Impulse/Universal)
- 1998: The Complete 1959 Columbia Recordings von Charles Mingus (Columbia/Sony)
- 1999: Ellington at Newport 1956 (Complete) von Duke Ellington (Columbia/Sony)

## Preisträger des Prix Maurice Cullaz
- 2000: The Complete Prestige Recordings von Thelonious Monk (Prestige/Warner Music)
- 2001: The Complete In a Silent Way Sessions von Miles Davis (Columbia/Sony)
- 2002: Jazz in Paris (Wiederveröffentlichungsserie von Emarcy/Universal)
- 2003: Summit Meetings: Metronome All Stars / Esquire All Stars 1939-1950 (Frémeaux et Associés/Night & Day)
- 2004: The Complete Verve Gerry Mulligan Concert Jazz Band Sessions von Gerry Mulligan Concert Jazz Band (Mosaic/Universal)

## Preisträger desPrix de la Meilleure Réédition ou du Meilleur Inédit(ab 2005)
- 2005: Intégrale Django Reinhardt (1928-1953) (Frémeaux & Associés/Night & Day)
- 2006: Music Written for Monterey 1965, Not Heard... Played in Its Entirety at UCLA von Charles Mingus (Sue Mingus Music/Universal)
- 2007: Collection Jazz Icons (DVD)
- 2008: Yellow & Blue Suites von Enrico Pieranunzi und Marc Johnson (Challenge/Intégral Distribution)
- 2009: People Time – The Complete Recordings von Stan Getz und Kenny Barron (EmArcy/Universal)
- 2010: The Complete Ahmad Jamal Trio Argo Sessions 1956-1962 von Ahmad Jamal (Mosaïc)
- 2011: Quintets: The Clef & Norgran Studio Albums von Stan Getz (Verve/Universal)
- 2012: Wiederveröffentlichungen des Labels Fresh Sound Records
- 2013: Classic Earl Hines Sessions 1928-1945 von Earl Hines (Mosaic)
- 2014: Das Label Frémeaux & Associés sowie das Album In Switzerland/En Suisse von Sidney Bechet (United Music Foundation)
- 2015: The Complete Concert by the Sea von Erroll Garner (Columbia/Legacy)
- 2016: All My Yesterdays von Thad Jones/Mel Lewis Orchestra
- 2017: Les Liaisons Dangereuses von Thelonious Monk (Sam Records/Saga) &  Complete Parisian Small Group Sessions von Lucky Thompson (Fresh Sound)
- 2018: The Savory Collection 1935–1940
- 2019: Barney Wilen Quartet: Live in Tokyo ’91 (Elemental Music.)[3]
- 2020: Charles Mingus: At Bremen 1964 & 1975  (Sunnyside)
- 2022: Mal Waldron: Searching in Grenoble: The 1978 Solo Piano Concert (Tomkins Square Records)